# Gustaf Kolmodin (1823–1893)
Gustaf Kolmodin, född 16 mars 1823 i Endre församling, Gotlands län, död 25 februari 1893 i Visby stadsförsamling, Gotlands län, var en svensk lantbrukare och riksdagsman.
Kolmodin blev student vid Lunds universitet 1842, vistades vid Väderbrunns lantbruksskola 1845–1847 och övertog efter återkomsten till Gotland fädernegården Stenstugu. Han var där föreståndare för länets lantbruksskola 1848–1851 och utvecklade gagnelig verksamhet dels genom sin undervisning, dels genom det för närliggande bygder välgörande föredömet av ett väl skött jordbruk. 
Kolmodin var ledamot av andra kammaren 1867–1875 samt insattes av densamma i lagutskottet 1869–1871 och i bevillningsutskottet 1872. Efter att 1870–1872 ha arbetat i kommittén för revision av läroverksstadgan, hade han 1873 plats i särskilda utskottet för elementarundervisningens ordnande och uppträdde där såväl som förut i kommittén mot de klassiska språkens förhärskande ställning. Under sin första riksdagstid tillhörde Kolmodin Lantmannapartiet, men avlägsnade sig av motvilja mot dess ljumhet i försvarsfrågan allt mera från detsamma samt uppträdde som en av den allmänna värnpliktens ivrigaste förespråkare. 
Hans allmänna politiska ståndpunkt var moderat-konservativ, vilket dock inte hindrade honom att understödja partiella framsteg på religionsfrihetens område. Särskilt vurmade han för den lagstiftning för de gotländska skogarnas skydd, som kom till stånd 1869, och för skiljandet av militärbefälhavarplatsen vid Gotlands nationalbeväring från landshövdingeposten inom länet. Kolmodin var från 1868 ledamot av styrelsen för Riksbankens avdelningskontor i Visby, under en lång följd av år ledamot av landstinget (1881–1886 vice ordförande) samt 1868, 1873 och 1878 sitt stifts lekmannaombud vid kyrkomötena. Han är begravd på Endre kyrkogård.